# Sulu (provincie)
Sulu is een provincie van de Filipijnen in het zuidwesten van de eilandengroep Mindanao op de Sulu-eilanden. De provincie maakt deel uit van regio ARMM (Autonomous Region in Muslim Mindanao). De hoofdstad van de provincie is de gemeente Jolo. Bij de census van 2015 telde de provincie bijna 825 duizend inwoners.

## Geografie

### Topografie en landschap
De provincie Sulu maakte deel uit van de Sulu-eilanden. Deze archipel strekt zich uit van Zamboanga-schiereiland in het noordoosten tot Borneo in het zuidwesten. Het totale landoppervlakte van Sulu bedraagt 1600 km². Het grootste eiland van de provincie is met een oppervlakte van 869 km², Jolo. Andere wat kleinere eilanden zijn Pangutaran, Siasi, Pata, Tapul, Lugus en Lapak.

### Bestuurlijke indeling
Sulu bestaat uit 19 gemeenten. Elf gemeenten liggen op het eiland Jolo. De overige elf op de vele eilanden daaromheen. Pangutaran is met 258,1 km² de grootste gemeente en Jolo met 16,6 km² de kleinste.
| - Banguingui - Hadji Panglima Tahil - Indanan - Jolo - Kalingalan Caluang - Lugus - Luuk - Maimbung - Old Panamao - Omar | - Pandami - Panglima Estino - Pangutaran - Parang - Pata - Patikul - Siasi - Talipao - Tapul |

Deze gemeenten zijn weer verder onderverdeeld in 410 barangays.

## Demografie
Sulu had bij de census van 2015 een inwoneraantal van 824.731 mensen. Dit waren 106.441 mensen (14,8%) meer dan bij de vorige census van 2010. Ten opzichte van de census van 2000 was het aantal inwoners gegroeid met 205.063 mensen (33,1%). De gemiddelde jaarlijkse groei in die periode kwam daarmee uit op 2,67%, hetgeen hoger was dan het landelijk jaarlijks gemiddelde over deze periode (1,72%).

De bevolkingsdichtheid van Sulu was ten tijde van de laatste census, met 824.731 inwoners op 3436,99 km², 240 mensen per km².

## Bestuur en politiek
Zoals bij alle provincies in de Filipijnen is de belangrijkste bestuurder van Sulu een gouverneur. De gouverneur wordt elke drie jaar gekozen en is het hoofd van het provinciale bestuur en de uitvoerende organen. De huidige gouverneur van de provincie, Abdusakur Tan werd bij de verkiezingen van 2010 voor zijn tweede opeenvolgende termijn van drie jaar gekozen. vicegouverneur van Sulu is vanaf 30 juni 2010 Benjamin Loong. Hij is voorzitter van de provinciale raad. Deze provinciale raad is samengesteld uit de afgevaardigden van de twee provinciale kiesdistricten.
Lijst van gouverneurs van Sulu sinds 1992
| - 1992 - 1995 Tupay Loong - 1995 - 2001 Abdusakur Tan - 2001 - 2004 Yusop Jikiri - 2004 - 2007 Benjamin Loong - 2007 - 2013 Abdusakur Tan |

## Economie
Sulu is een arme provincie. Uit cijfers van het National Statistical Coordination Board (NSCB) uit het jaar 2003 blijkt dat 53,5% (13.473 mensen) onder de armoedegrens leefde. In het jaar 2000 was dit 63,3%. Daarmee staat Sulu 12de op de lijst van provincies met de meeste mensen onder de armoedegrens. Van alle 79 provincies staat Sulu echter 38e op de lijst van provincies met de ergste armoede. Daaruit blijkt dat dat weliswaar veel mensen onder de armoedegrens leven, maar niet ver daaronder.

## Geboren in Sulu
- Leonor Orosa-Goquingco (Jolo, 24 juli 1917), danseres, choreograaf en Nationaal kunstenaar van de Filipijnen (overleden 2005);
- Abdusakur Tan (Maimbung, 13 juli 1950), politicus.
- Nur Misuari (Jolo, 1942), militant politicus.